# Archiwum Archidiecezjalne w Poznaniu

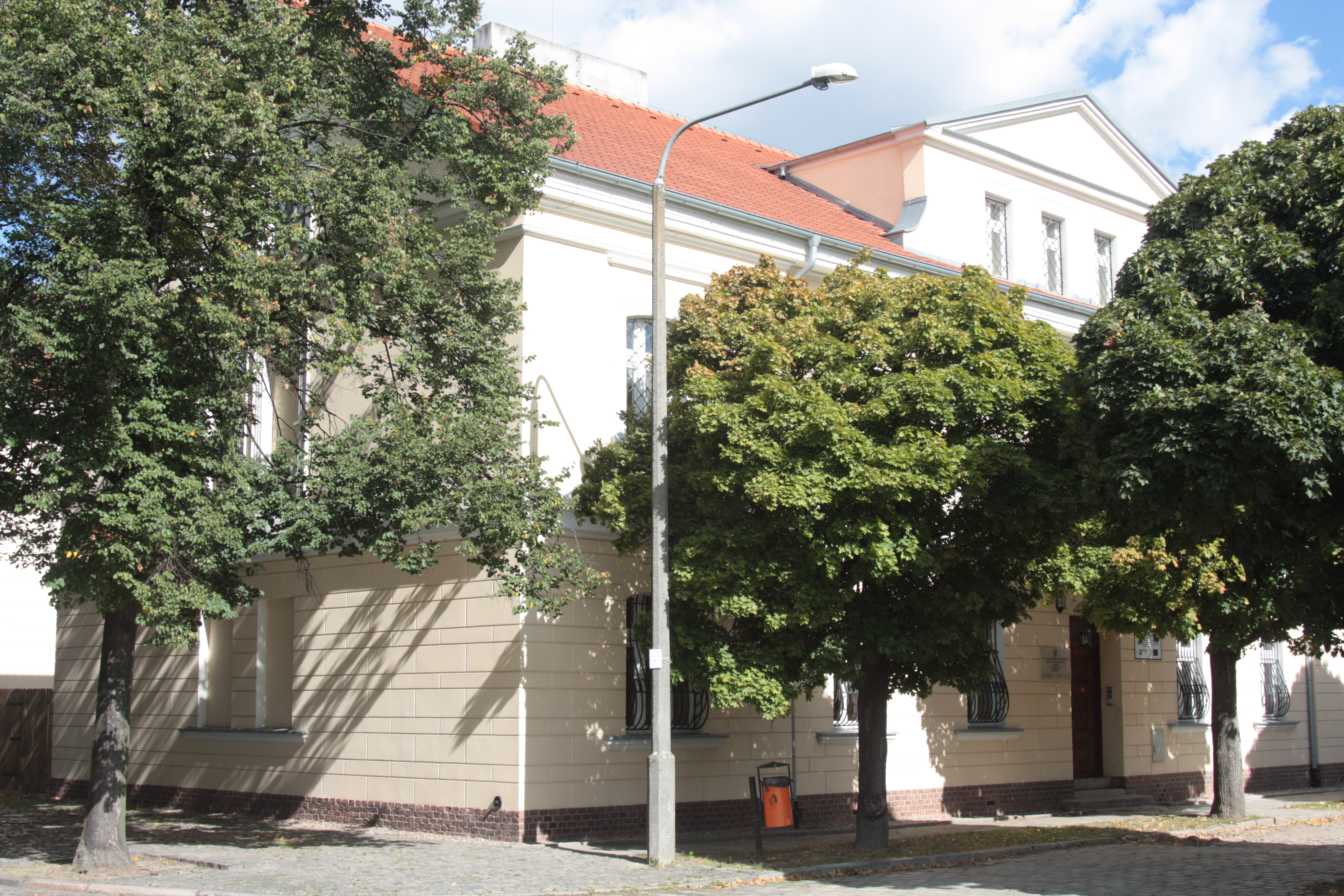
widok od przodu

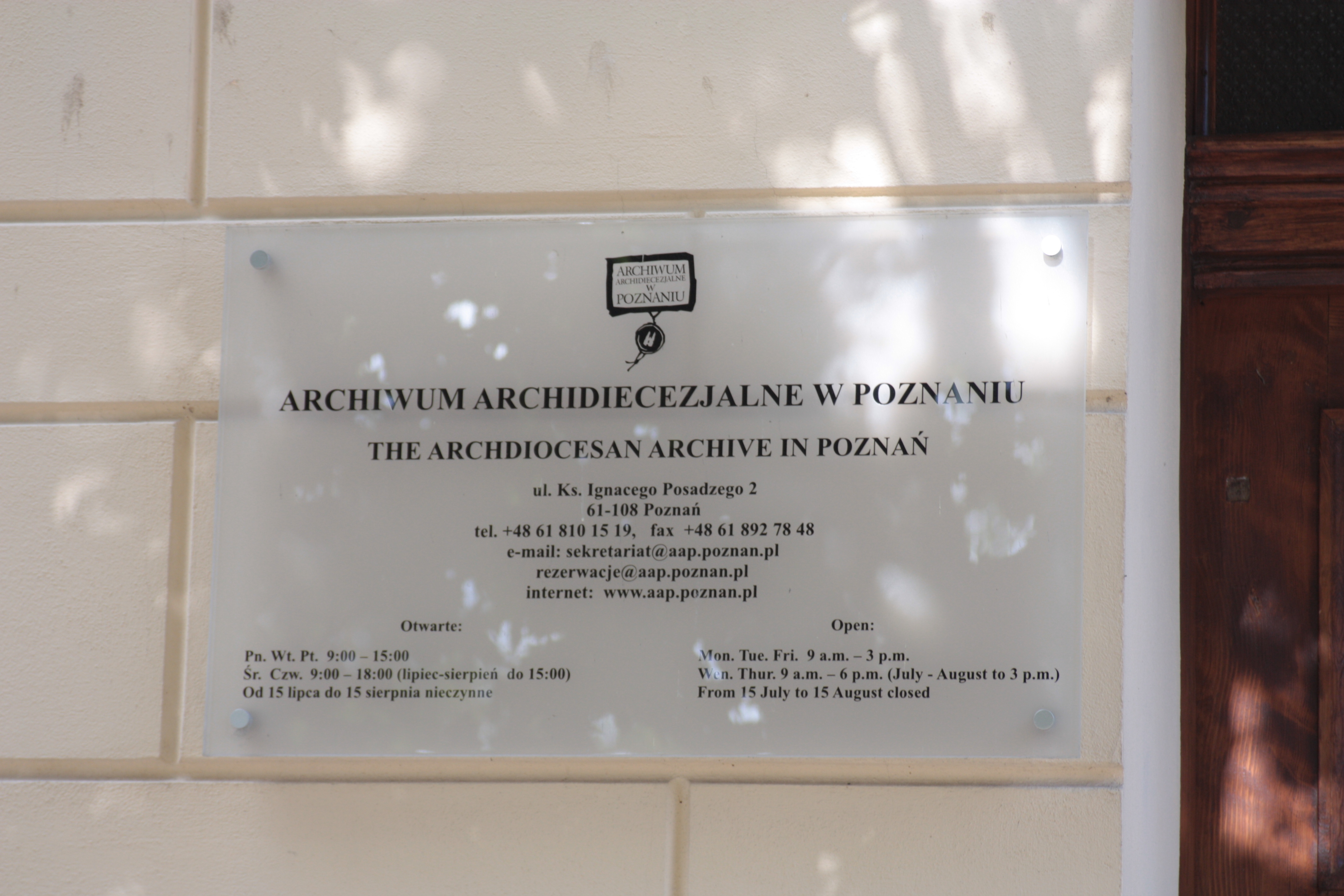
tablica informacyjna

Archiwum Archidiecezjalne zostało założone w 1925 r., staraniem biskupa Stanisława Łukomskiego, ówczesnego sufragana poznańskiego oraz archiwariusza diecezjalnego ks. Edmunda Majkowskiego, jako osobna instytucja diecezjalna, rządząca się własnymi prawami, posiadająca osobowość prawno-koscielną.
Na miejsce archiwum wybrano budynek dawnej siedziby sławnej Akademii Lubrańskiego, który odpowiednio dostosowano architektonicznie, do potrzeb nowo powstałej instytucji. Pierwszym dyrektorem archiwum został ks. Edmund Majkowski (1925-1933), po nim kolejno, ks. Józef Nowacki (1933-1964), ks. Stefan Hain (1964-1971), ks. Marian Banaszak (1971-1990), ks. Konrad Lutyński (1991-2002) oraz ks. Roman Dworacki (od 2002).
W początkowym okresie kładziono znaczny nacisk na koncentracje archiwaliów, ale po objęciu dyrekcji przez ks. prof. Nowackiego rozpoczęła się fachowa inwentaryzacja całego zasobu, umożliwiająca korzystanie ze zbiorów przez historyków.
W latach siedemdziesiątych, gdy dyrektorem był ks. prof. Marian Banaszak, zorganizowano w archiwum pierwszą pracownię introligatora i konserwatora. Rozpoczęto oprawianie XIX-wiecznego zespołu akt z Kancelarii Arcybiskupiej. Przystąpiono także do systematycznej konserwacji najbardziej zniszczonych ksiąg staropolskich. Od 1992 r. rozpoczęto stosować nową metodę konserwatorską przy wzmacnianiu kart i uzupełnianiu ubytków masą papierową.
Cały zbiór archiwaliów z okresu staropolskiego został sfotografowany na mikrofilmach, podobnie jak zbiór ksiąg metrykalnych (łącznie stanowi to ok. 1100 rolek). Rozpoczęto również opracowywanie informacyjnych baz komputerowych. Od 1997 r. archiwum posiada własną stronę w Internecie, na której oprócz najpotrzebniejszych informacji o funkcjonowaniu instytucji znajdują się także odsyłacze do katalogu ksiąg metrykalnych.